# Czauszkle
Czauszkle (lit. Čiaukšliai) − wieś na Litwie, w rejonie solecznickim, 4 km na północ od Solecznik, zamieszkana przez 26 ludzi. Przed II wojną światową w Polsce, w powiecie wileńsko-trockim województwa wileńskiego.